# Partizánske
Partizánske is een Slowaakse gemeente in de regio Trenčín, en maakt deel uit van het district Partizánske.
Partizánske telt 24.937 inwoners.